# Senato dell'Iowa
Il Senato dell’Iowa è, insieme alla Camera dei Rappresentanti, una delle due camere dell’Assemblea generale dell’Iowa. Essa si riunisce nel Campidoglio dello Stato dell’Iowa.
I senatori sono in tutto 50 e vengono eletti per un mandato di 4 anni in distretti elettorali contenenti in media 60.927 persone (ogni distretto è formato da due distretti per l'elezione della Camera) e non sono presenti limiti di rieleggibilità. Ogni due anni, nel giorno fissato come Election day (il primo martedì dopo il primo lunedì di novembre), si rinnova la metà dei senatori.
Il Presidente del Senato, a differenza della maggior parte dei Senati statali e del Senato degli Stati Uniti, è eletto direttamente dall'assemblea dopo che, nel 1988, un referendum modificò un emendamento della Costituzione dell'Iowa stabilendo che il vice-governatore non dovesse più presiedere le sedute. Il Presidente del Senato ha meno poteri di quello della Camera: non può nominare i presidenti delle commissioni né cambiarne la composizione.